# Stele della Coreggenza
La stele della coreggenza è una stele dell'antico Egitto della tarda XVIII dinastia. 

## Descrizione
Si tratta di sette frammenti di calcare, trovati in una tomba di Amarna. I frammenti mostrano le figure di Akhenaton, Nefertiti e Merytaton. Successivamente alla realizzazione della stele, il nome di Nefertiti venne cancellato e sostituito con quello di Ankhkheperure Neferneferuaten, ovvero il nome del co-reggente di Akhenaton. Nella stessa occasione il nome di Meritaten venne sostituito con quello di Ankhesenamon, terza figlia di Akhenaton e Nefertiti.
La stele potrebbe far luce sulle vicende del poco conosciuto tardo - periodo di Amarna e sulla questione della successione immediata di Akhenaton. Il restauro e la successiva interpretazione della stele hanno dato luogo ad opinioni diverse, ma lo scopo era quello di confermare l'affermazione che Nefertiti fu la co-reggente di Akhenaton e sua immediata successore.
La stele si trova al Petrie Museum di Londra.